# اینگولف پدرشن
اینگولف پدرشن (نروژی: Ingolf Pedersen; ۷ دسامبر ۱۸۹۰ – ۲ ژانویهٔ ۱۹۶۴) بازیکن فوتبال اهل نروژ بود.
از باشگاه‌هایی که در آن بازی کرده‌است می‌توان به باشگاه فوتبال اود اشاره کرد.